# 玉川来夢
玉川 来夢（たまがわ らむ、1997年〈平成9年〉4月30日 - ）は、日本の女優、タレント、女性アイドルグループ・NatuRe（）のプロデューサーであり、女性アイドルグループ・アイドリング!!!の元メンバー。神奈川県出身。フリーランス。

## 略歴

### ユニットデビュー（2011年 - 2012年）
芸能事務所ワタナベエンターテインメント傘下のビスケットエンターティメントに所属し、ワタナベガールズとして活動を始める。
2011年
9月1日発売のファッション誌『ピチレモン』10月号から専属モデルになる。同月、橋本楓、高橋胡桃とアイドルユニット「ChocoLe」を結成。
12月、女性アイドルグループ「アイドリング!!!」5期メンバーオーディションの最終候補に選ばれる。28日、ChocoLeの1stシングル『ミルクとチョコレート』でCDデビュー。

### アイドリング!!!時代（2012年 - 2015年）
2012年 アイドリング!!!加入
3月2日、アイドリング!!!「5期生お披露目スペシャルライブング!!!」にて正式に5期生に選出され、29号として加入。
4月、アイドリング!!!公式公演に初参加。
12月、1stイメージビデオ『IDOL NOTE〜目指せアイドル!編 玉川来夢〜』をリリース。
2013年
6月、2ndイメージビデオ『IDOL NOTE〜ユニット結成編 玉川来夢〜』をリリース。
8月、舞台『時空警察ヴェッカー1983』にて舞台初出演にして初主演を務める。
2014年
5月、トーク番組『WEッス！』にレギュラー出演。冠番組『玉川来夢 プレミアム放送』を開始。
7月、主演舞台『おうちに帰るまでが遠足です』が上演。
9月、出演舞台『SING!!』が上演。
10月、主演舞台『戦国降臨ガール・R（）』が上演。
2015年 アイドリング!!!卒業
5月、主演舞台『ヨルハ ver.1.1』が上演。
6月、主演オリジナルビデオ『ぞくり。3 怪談夜話〜奇妙な呪い〜』（「ともこちゃん」主演）がリリース。
10月、主演舞台『新・戦国降臨ガール』が上演。トーク番組『原宿パーティー7』にレギュラー出演。
10月31日、約3年半在籍したアイドリング!!!の活動終了に伴い卒業。

### 女優活動（2015年 - 2022年）
2016年
2月、ヒロイン出演舞台『Over Smile』が上演、聾者役で初の手話を演じる。ChocoLeのメンバーに、橋本瑠果を加えた期間限定ガールズ・ユニット「ビターチョコレート」を結成。
3月、主演舞台『戦国降臨ガール・インターナショナル』が香港で上演され、初の海外公演出演。
4月、トーク番組『原宿パーティー9』にレギュラー出演。主演舞台『失神タイムスリドル』が上演。
7月、出演舞台『あの日、リストラ。1999〜夏…』が上演。
8月、ビターチョコレートおよびアリスインプロジェクト名義で、大型アイドルイベント『TOKYO IDOL FESTIVAL 2016』に参加。
9月、主演舞台『野の花』が上演。
10月、主演舞台『戦国降臨ガール・インターナショナルTOKYO 完全版』が上演。
12月、出演舞台『ロストマンブルース』が上演。
2017年
1月、準主演舞台『憑依だよ! 栗山ハルコさん』が上演。舞台終了に伴い、期間限定であったビターチョコレートの活動が終了。
2月、主演舞台『戦国降臨ガール・インターナショナル』台湾公演が上演され、関連ユニット「コールマスターズ」名義でライブ公演参加。出演舞台『SOUL FLOWER ver.2017』が上演。
4月、出演舞台『人生の大事な部分はガムテで止まっている』が上演。
5月、ヒロイン出演舞台『都落ちコンダクターの一振』が上演。
8月、短編舞台『榊原さんは永遠に憂鬱なのかもしれない』が上演され、複数シナリオの配役を演じる。
9月、出演したメディアミックス舞台『まじかるすいーとプリズム・ナナ ザ・スターリーステージ』が上演。アイドリング!!!OGが集結した次世代への新番組『アイドルING!!!』に参加。
10月、ヒロイン出演舞台『宇宙SORA』が上演。
11月、SUPER☆GiRLS 宮崎理奈プロデュースの舞台『不思議の国のカンタータ 〜泣き声混じりの空想歌〜』に出演。
2018年
2月、ワタナベガールズだけの出演舞台『四人』が上演。
4月、出演舞台『GJ』が上演。
8月、『TOKYO IDOL FESTIVAL 2018』に客演し、2年ぶりに参加。
9月、ヒロイン出演舞台『Over Smile』が2年ぶりに再演。
11月、渡部豪太座長舞台『さよなら鹿ハウス』に出演。
12月、約7年半在籍したビスケットエンターティメントを離れ、翌月付けでA.M.Entertainmentへの移籍を公表。
2019年
2月、主演舞台『白と黒の同窓会』が上演。
3月、主演舞台『比翼の人』にて双子の2役を演じる。
8月、『TOKYO IDOL FESTIVAL 2019』の10周年企画としてアイドリング!!!が4年ぶり1日限りの復活を果たし、個人では前年に続き参加。
11月、出演映画『白と黒の同窓会』が上映。
2020年
1月、末日をもってのA.M.Entertainmentの退所を報告し、フリーランスで活動を開始。その後、京都府に本拠を構える。
7月、個人アパレルブランド「muu」を立ち上げ。
10月末、古巣アイドリング!!!最後の同窓会番組『バカリズム特番』に参加。
2021年
2月、途絶えていた舞台女優活動を再開。『駐車場のハト』に出演。
4月、「即興コントステージ」に出演。
5月、舞台『僕達はまだ終わりを知らない』に出演。
6月、舞台『脳漿炸裂ガール2 〜俗物奇行〜Anarchy in the Journey』に出演。
9月、初のフォトブック『l'été』を刊行。
10月、舞台『残念天使と駄目役者』に出演。
2022年
1月、2冊目のフォトブック『l'automne』を刊行。

### 新たなる転身（2022年 - ）
約10年を区切りとし3月末日をもって芸能活動を休止、そして翌4月より、以前からの憧れであった業界への転身および挑戦を報告した。今後も活動情報は発信していき、機会があれば芸能活動もやぶさかでない予定としていたが、秋に舞台復帰を果たし事実上の女優やタレント兼業としている。
9月、3冊目のフォトブック『hiver』を刊行。
2023年
8月、舞台『R-20』に出演、中学の同級生であった声優・アイドルの根本流風と共演する。翌2024年デビュー予定とするアイドルグループのプロデューサーに就任したことを発表。
2024年
9月、プロデュースグループが「NatuRe（）」としてデビューする。
2025年
6月、舞台『今時な運命のシンデレラ 〜独身税脱却の章〜』に出演、同作で初舞台を踏んだNatuReメンバーの星合香乃と共演する。

## 人物
趣味・特技は、お芝居・ファッション・写真・デコレーション・デザイン・イラスト・バーバパパなど。好きな季節は春。幼少の頃から「tokidoki」グッズを集めている。また、日本舞踊や茶道を習っていた。趣味のデザインやイラストは、仕事に活かされた事もある。将来は女優業を志望している。好きな食べ物は、寿司・タピオカなど。
一人っ子。「玉川来夢」は本名であり、由来は漫画・アニメ『うる星やつら』のメインキャラクター・ラムと、J-POPバンド「DREAMS COME TRUE」の和訳に因んでいる。中学校時代での愛称は「たま」さん、現行は「らむたん」など。瞳が生まれつき茶色く、普段はコンタクトレンズを使用して色味を抑えていると明かしている。
非常に涙もろいところがある。レギュラー出演していた『アイドリング!!!』でも頻繁に涙していた。また、大事が迫ると緊張による腹痛が常々起こり、悩まされていた。アイドリング!!!卒業以降は10Kg近く減量したと明かし、当時はその反動からか胃下垂にも悩まされたと語っている。

### ピチレモン関連
ローティーン向けのファッション誌『ピチレモン』の専属モデルだった。2011年10月号で初登場し、同誌の「AKBなりきり企画」で板野友美役を担当したり、2012年9月号では、レギュラー出演していた『アイドリング!!!』のMCであるバカリズムと共演し、玉川の恋力をテストする「ピチモの恋力かってに格付け!」という企画も組まれた。同誌とは2014年4月号をもって卒業している。

## グループ活動

### アイドリング!!!関連
5期生
アイドリング!!!ナンバーは29号。イメージフラワーはエピデンドラム。歴代メンバーの内、高橋胡桃・石田佳蓮・清久レイアと同期で、高橋とはChocoLeの同僚でもあった。
加入以前
グループ加入以前、当時リアルタイムで視聴していたアニメ『FAIRY TAIL』のオープニング曲で、アイドリング!!!の楽曲でもある「Don't think. Feel !!!」を気に入り、そのシングルを購入した事がある。当時はアイドリング!!!について「（同じ事務所の）橋本楓が在籍している」程度の知識しかなく、その後自身が5期生オーディションを受ける事など、想像もしていなかった。同曲のカップリングで収録されていた「恋の20連鎖!!」や「アルファベットでこれなんだ!?〜保健室大作戦〜」にも思い入れが深い事を、グループ定期公演にてソロで歌唱した際に語っている。
愛称 / キャラクター
愛称は「らむたん」。一人称は「らむ」。同期以外の殆どは名前通りに「ラム（ちゃん）」と呼ぶ。
上下関係はキッチリしている古風な性格で、たとえ親密な先輩メンバーでも殆ど敬語で対応していた。口調はハキハキしていて、話したい事は最後まで言い切る傾向がある。これらの点は、後述する「ヤンキーの影響があるのでは」と、メンバー等は指摘している。また、加入当初の頃から、情が深くて非常に涙もろく、MCバカリズムから泣きキャラ要員の位置付けをされていた。
地元周辺にはヤンキーが多く、通学した中学校でもヤンキー風情が多くいたという。夜間の暴走族による騒音が嫌で、引越した事もあると語った。また、自身の母親について、酒井瞳からは「ギャル」と形容された。それらの影響でメンバーやファンからヤンキーキャラとして弄られることがあり、本人自らもバラエティ企画や定期ライブなどで、ヤンキーを演じる事もあった。
5期生エピソード
レギュラー番組『アイドリング!!!』の2013年秋に行われたガチンコ企画「5期vsNEO期」相撲対抗戦の中で、今までの5期生間の不仲や結束の無さを訴えている。結束力の強いNEO期生に劣勢の中、劇的な逆転勝利をして号泣し、この企画で友情が深まったと心情を語った。清久が、2014年末に突如グループを卒業した際には、真っ先に清久への惜別を語っている。
音楽関連
歌唱力は低いと自虐し、他のメンバーからは、同様に歌を苦手とする尾島知佳に次ぐ「2番目（に歌が下手なメンバー）」と弄られていた。ただし、舞台女優の経験を通じて発声力は向上しており、シングル「シャウト!!!」「Cheering You!!!」では、メインボーカルの1人に選ばれている。
自分が出演したライブ公演のセットリストは、自身のブログに掲載するようにしている。また、文末を「またねーん」で締める特徴がある。
遠藤舞の卒業ライブの後、「いつか(遠藤のような)リーダーになれるよう頑張る」と目標宣言している。
メンバーとの関係
歴代メンバーの内、小泉瑠美（トライストーン・エンタテイメントに移籍）、三宅ひとみ・橋本楓・高橋胡桃・橋本瑠果は同じ事務所に所属しており、共にワタナベガールズの一員である。橋本楓・高橋とは、アイドルユニット「ChocoLe」の同僚でもある。
メンバーの中では、伊藤祐奈・石田佳蓮らと親密である。伊藤とは、玉川が高校の入学直後にクラスに馴染めずにいた頃、気にかけて貰えたことをきっかけに交遊が生まれたという。後輩メンバーでは、古橋舞悠・佐藤ミケーラ倭子らと馴染んでいた。

### アイドリング!!!卒業
2015年10月末日、アイドリング!!!の活動終了に伴いグループを卒業した。約3年半在籍し、シングル7枚・アルバム3枚参加などの実績を残している。レギュラー番組『アイドリング!!!』にも同期間400回以上出演した。
卒業コメント
「加入当初、楽屋の隅で孤立していた自分に、升野（バカリズム）や関係者の配慮がありグループに溶け込む事ができた」と謝意を示し、「当初はアイドルになるつもりが無かったが、今ではとても幸せ。これまで関わってくれた全ての方々に、感謝の気持ちで一杯。活動で学んだ事を今後に生かしたい」と意欲を述べている。

### ChocoLe/ビターチョコレート関連
「ChocoLe（チョコレ）」
2011年11月、所属事務所・ワタナベガールズの同僚だった橋本楓・高橋胡桃と共に、アイドルユニット「ChocoLe」を結成した。
自身と高橋が、アイドリング!!!に加入した前後の期間まで精力的に活動し、シングル2枚などの実績を残した。以降は単発の活動に止どまっている。
「ビターチョコレート」
アイドリング!!!卒業後の2016年2月末、ChocoLeのメンバーに後輩・橋本瑠果を加えた4名で新ユニット「ビターチョコレート」を結成。
ポップンマッシュルームチキン野郎主宰・吹原幸太らが協力の新プロジェクト『ホットポットクッキング』の舞台に連動した、期間限定のユニットとして企画されたもので、メンバーは主演舞台やライブイベント等で活動をした。ユニット名は、その主演舞台で演じるアイドルグループの名でもあり、「ChocoLeに似たのは偶然で驚いた」とメンバーは述べている。また、「ChocoLeから進化したもの」だとも説明している。
当該の舞台は2016年春に終了したものの、次作の『ホットポットクッキング』名義の舞台化継続が公表された。それに伴いユニット活動も継続の延長していたが、2017年初頭 第2弾舞台の限定期間終了に伴い一旦活動を終了した。その後同年夏にも第3弾舞台が企画されたが、ユニットとの関連性を明らかにしないままで上演。後にメンバーから「ビターチョコレート」としての活動は、第2弾舞台が最後であった事が明かされた。

## 作品

### 映像作品
イメージビデオ
- IDOL NOTE〜目指せアイドル!編 玉川来夢〜（2012年12月21日、リバプール）
- IDOL NOTE〜ユニット結成編 玉川来夢〜（2013年6月21日、リバプール）

### 写真集
ramu photo book series
- l'été（2021年9月、玉川家（自主出版））
- l'automne（2022年1月、玉川家（自主出版））
- hiver（2022年9月、玉川家（自主出版））

## 出演

### テレビ
レギュラー・特別出演
- アイドリング!!!（2012年4月 - 2015年10月、フジテレビワンツーネクスト）
- アイドリング!!! (地上波版)（2012年4月 - 2015年11月、フジテレビ・フジテレビONE）
- スマイルスタジアムNST（2013年6月8日・2014年10月11日・2015年3月21日、新潟総合テレビ）[56]
- バカリズム特番（2020年9月22日〈21日深夜〉・10月30日、フジテレビONE）

### ドラマ
- 『踊る大空港、或いは私は如何にして 踊るのを止めてゲームのルールを変えるに至ったか。』オリジナル再編集版（2017年2月4日、BS-TBS）

配信ドラマ
- 踊る大空港、或いは私は如何にして 踊るのを止めてゲームのルールを変えるに至ったか。（2016年11月、ネスレシアター / AbemaTV）[57]

### 映画
- 白と黒の同窓会（2019年11月16日公開、ミカタ・エンタテインメント）

### オリジナルビデオ
- ぞくり。3 怪談夜話〜奇妙な呪い〜「ともこちゃん」（2015年6月、十影堂エンターテイメント） - 主演：リエ 役

### 映像作品
- ホラーちゃんねる『個室サウナ』（2023年6月11日、YouTube）[58]

### 舞台
2013年
- アリスインプロジェクト『時空警察ヴェッカー1983』（2013年8月14日 - 18日、笹塚ファクトリー） - 主演：時空刑事サナ / 大場佐茄 役[6]

2014年
- アリスインプロジェクト
  - 『おうちに帰るまでが遠足です』（2014年7月9日 - 13日、池袋 シアターKASSAI） - 主演：谷川七星 役
  - 『戦国降臨ガール・R（）』（2014年10月29日 - 11月3日、品川 六行会ホール） - 主演：黒川アスカ 役
- K.B.S.Project『超スポ魂合唱コメディ『SING!!』-The TAKT of MAGIC-』 - 滝原鈴 役
  - 東京公演（2014年9月11日 - 15日、池袋 シアターグリーン BIG TREE THEATER）
  - 大阪公演（2014年9月27日 - 28日、梅田 HEP HALL）

2015年
- アリスインプロジェクト
  - 『ヨルハ ver.1.1』（2015年5月23日 - 30日、新宿村LIVE） - デルタ部隊 主演：ヨルハ二号 役
  - 『新・戦国降臨ガール』（2015年10月21日 - 25日、全労済ホール／スペース・ゼロ） - 主演：シロ（足利茜） 役
- 舞台版『レーカン!』（2015年11月12日、日本芸術専門学校 大森校劇場） - 日替わりゲスト

2016年
- SANETTY Produce
  - 第2回公演『Over Smile』（2016年2月10日 - 15日、新宿村LIVE） - ヒロイン：スー・リイレン 役
  - 第4回公演『ロストマンブルース』（2016年12月20日 - 25日、中野 ポケットスクエア テアトルBONBON）
- アリスインプロジェクト
  - 『戦国降臨ガール・インターナショナル』 - 主演：真田幸村 役
    - 香港公演（2016年3月11日 - 13日、香港 同流黑盒劇場）

  - 『戦国降臨ガール・インターナショナル TOKYO』 - 主演：真田幸村 役
    - プレ版（2016年8月5日、お台場 フジテレビ本社屋）
    - 完全版（2016年10月7日 - 10日、築地本願寺ブディストホール）
- ホットポットクッキング 旗揚げ公演『失神タイムスリドル』（2016年4月29日 - 5月2日、新宿村LIVE） - 主演：ななか 役
- DeGe Produce『あの日、リストラ。1999〜夏…』（2016年7月6日 - 10日、ウッディシアター中目黒） - 佐藤祐奈 役
- ミュージカル座9月公演『野の花』（2016年9月21日 - 25日、中目黒キンケロ・シアター） - 主演：ルイーゼ・キンスキー・ポラック 役

2017年
- アリスインプロジェクト『戦国降臨ガール・インターナショナル』台湾公演（2017年2月4日 - 5日、台北 南港展覧館） - 主演：真田幸村 役
- ASSH第21回公演・旗揚げ15周年記念興行『SOUL FLOWER ver.2017』（2017年2月15日 - 19日、新宿村LIVE） - 女剣士エバ 役
- 劇団6番シード第63回公演『人生の大事な部分はガムテで止まっている 《現代編》』（2017年4月5日 - 12日、池袋 シアターKASSAI） - 鶴野美咲 役
- SANETTY Produce 第5回公演『都落ちコンダクターの一振』（2017年5月24日 - 29日、新宿村LIVE） - ヒロイン：襟裳岬璃子 役
- ホットポットクッキング
  - vol.2『憑依だよ！栗山ハルコさん』（2017年1月13日 - 19日、赤坂RED/THEATER） - 幽霊（ハルコの母） 役
  - vol.3 真夏の短編集『榊原さんは永遠に憂鬱なのかもしれない』（2017年7月26日 - 8月2日、中野 ポケットスクエア 劇場MOMO）
- オッドエンタテインメント『まじかるすいーとプリズム・ナナ ザ・スターリーステージ』（2017年9月13日 - 18日、池袋 サンシャイン劇場） - 菅原亜子 役[59]
- LOVE&ROCK 劇場版★スターズシアター『宇宙SORA』（2017年10月26日 - 29日、品川 六行会ホール） - ヒロイン：エスペランサ・ペイン 役[60]
- SUPER☆GiRLS 宮崎理奈プロデュース公演『不思議の国のカンタータ 〜泣き声混じりの空想歌〜』（2017年11月22日 - 26日、新宿村LIVE） - ドロシー / ドロシール 役

2018年
- ホットポットクッキング
  - 番外編アトリエ公演『四人』（2018年2月1日 - 4日、高円寺 明石スタジオ）
  - vol.4『GJ』（2018年4月13日 - 22日、赤坂RED/THEATER） - セリナ 役
- ハナコ・四千頭身合同公演『ハナ頭身〜夏の思い出〜』（2018年7月29日、下北沢 本多劇場）
- SANETTY Produce 再演『Over Smile』（2018年9月12日 - 17日、渋谷 CBGKシブゲキ!!） - ヒロイン：スー・リイレン 役
- OFFICE SHIKA PROUCE『さよなら鹿ハウス』 - アヤ 役
  - 東京公演（2018年11月8日 - 18日、座・高円寺1）
  - 大阪公演（2018年11月22日 - 25日、梅田 HEP HALL）

2019年
- 劇団ドリームプリンセス / SAB-on『白と黒の同窓会 〜まさかのダブルブッキング篇〜』（2019年2月8日 - 11日、新宿シアターモリエール） - 主演：絵理奈 役
- SAB-on Produce『比翼の人』（2019年4月3日 - 7日、中野 ポケットスクエア テアトルBONBON） - 主演：日向 / 空 役[注釈 1]

2021年
- CONTE STAGE『駐車場のハト』（2021年2月12日 - 14日、下北沢 Geki地下Liberty）
- 第10回 東出有貴プロデュース『僕達はまだ終わりを知らない』（2021年5月1日 - 4日、中目黒キンケロ・シアター） - 紡 役
- 『脳漿炸裂ガール2 〜俗物奇行〜Anarchy in the Journey』（2021年6月2日 - 6日、品川 六行会ホール） - 文明開花ガール 役
- No day but today in act × tumugi『残念天使と駄目役者』（2021年10月27日 - 31日、新宿 シアターブラッツ） - 長月 役

2022年
- ベニバラ兎団 vol.28『異母姉妹』（2022年9月14日 - 18日、下北沢 小劇場 B1） - 南条莉織 役

2023年
- Daisy times produce『R-20』（2023年8月16日 - 20日、大塚 萬劇場） - ヤクモイズミコ 役[61][32]

2024年
- あい傘プロジェクト vol.1『雨。今、君は』（2024年1月11日 - 14日、大塚 萬劇場） - 村山もみじ 役[62]
- m sel.プロデュース第三回公演『それしか、知らない』（2024年6月12日 - 16日、王子小劇場） - 牧田玲美 役[63]

2025年
- SAB-on『権乱業火〜懊悩の信念〜』（2025年4月9日 - 13日、中野 ポケットスクエア ザ・ポケット） - 業白 役[64]
- SFIDA ENTERTAINMENT プロデュースvol.21『今時な運命のシンデレラ 〜独身税脱却の章〜』（2025年6月17日・19日・20日[注釈 2]、中野 ポケットスクエア 劇場MOMO） - 日替わりゲスト：未来幸 役[35]
- SFIDA ENTERTAINMENT プロデュースvol.22『私立シバイベ女学園』灼熱の課外授業編（2025年8月29日・30日〈予定〉、中野 ポケットスクエア 劇場MOMO） - 日替わりゲスト：叶来夢子 役[65]

### オンライン劇
- 『舞台 おうちに帰るまでが遠足です@アメスタ』（2014年7月28日・8月4日） - 主演：谷川七星 役

### 配信テレビ・アプリ
- ぽにきゃん!アイドル倶楽部（2013年10月・2014年5・7月、ニコニコ生放送） - アシスタントMC
- WEッス！（2014年5月 - 2015年9月、AmebaStudio）
- 玉川来夢 プレミアム放送 / オフィシャル生放送（2014年5月 - 2015年7月、AmebaStudio / 2015年8月、AmebaFRESH!Studio）
- 原宿パーティー7（2015年10月 - 2016年1月、AmebaFRESH!Studio / 2016年2月 - 4月、AmebaFRESH!） - アシスタントMC
- 原宿パーティー9（2016年4月 - 12月、FRESH!） - アシスタントMC
- きみだけLIVE『たまには、お話しましょう会』（2016年4月3日、mixi） - 元アイドリング!!!企画
- 主演舞台『戦国降臨ガール・インターナショナル TAIWAN』生配信（2017年2月5日、SHOWROOM）
- ホットポットクッキング チャンネル（2017年6月 - 、Instagram Live） - 不定期配信
- アイドルING!!!〜ネクスト育成ング!!!（2017年10月 - 2018年12月、FRESH!） - ※2017年9月パイロット版放送あり
- 小力の小部屋（2022年1月19日、マシェバラ）
- WG POKER JAPAN ポーカー最強女子決定戦2ndシーズン（2022年1月 - 3月、GYAO!）

### イベント
- Watanabe Girls Live 久しぶりに全員集合!?〜（2011年11月27日、Zepp Tokyo）[66]
- 1stイメージビデオ『IDOL NOTE〜目指せアイドル!編 玉川来夢〜』発売記念イベント（2012年12月24日、アキバ☆ソフマップ1号館 / 2013年1月12日、ソフマップアミューズメント館）[67]
- 2ndイメージビデオ『IDOL NOTE〜ユニット結成編 玉川来夢〜』発売記念イベント（2013年6月29日、アキバ☆ソフマップ1号館 / 7月4日、アソビットシティ秋葉原）[68]
- ワタナベガールズライブ 夏祭りング!!! 〜三宅ひとみ21歳の誕生日だよ全員集合（2013年7月13日、表参道GROUND）[69]
- 舞台『おうちに帰るまでが遠足です』チケット販売イベント（2014年6月28日、秋葉原 Rocket Gate）
- 舞台『戦国降臨ガール・R（）』チケット販売イベント（2014年10月19日、秋葉原 Rocket Gate）
- 舞台『ヨルハ Ver. 1.1』チケット販売イベント（2015年5月10日、赤坂見附 黛アートサロン）
- 『ぞくり。3 怪談夜話 奇妙な呪い』DVD発売記念トーク&握手会（2015年6月7日、北沢タウンホール）
- 舞台『新・戦国降臨ガール』チケット販売イベント（2015年10月10日、錦糸町 SIM STUDIO）
- 舞台『戦国降臨ガール・インターナショナル』壮行イベント（2016年2月27日、板橋 スタジオ ブランズ）
- 舞台『憑依だよ！栗山ハルコさん!』
  - チケット販売イベント個別握手会（2016年11月30日、赤坂 黛スタジオ）
  - 後日イベント サイン握手会（2017年1月21日、西神田 幅ビル）
- TICA2017 台北國際動漫節『Road to TAIPEI Comic Exhibition』（2017年2月4日 - 5日、台湾・台北 南港展覧館）
- 舞台『榊原さんは永遠に憂鬱なのかもしれない』
  - チケット販売イベント個別握手会（2017年6月24日、西神田 幅ビル）
  - 後夜祭（2017年8月5日、西神田 幅ビル）
- 舞台『四人』
  - チケット販売イベント（2018年1月13日、西神田 幅ビル）
  - 後夜祭（2018年2月10日、池袋 光文社演劇スタジオ）
- 舞台『GJ』後夜祭（2018年4月29日、都内）
- TOKYO IDOL FESTIVAL 2018（2018年8月5日、お台場 フジテレビ特設会場）
- 映画『白と黒の同窓会』舞台挨拶（2019年11月20日、下北沢トリウッド[70]） / トークイベント（11月24日、シネマハウス大塚[71] / 12月14日、大阪 十三 シアターセブン・名古屋 大須シネマ[72] / 2020年1月26日、横浜 シネマノヴェチェント[73]）
- ISHITAMA Event（2020年6月14日、カジュアライズ東池袋） - 石田佳蓮と共同
- ramu様オフ会（2020年11月1日、上野 GBビル）
- THE premium「PIONEER」（2021年3月7日、渋谷 TRUNK BY SHOTO GALLERY）
- フレッシュ企画「即興コントステージ」（2021年4月4日・11日、四谷3丁目ドリームシアター）
- WG POKER JAPAN関連ポーカーイベント（2022年 - ）
- イメパ!! 〜image Party〜2022 in WINTER（2022年12月27日、ステージカフェ 下北沢亭）
- イメパ!! 〜image Party〜2023 in SUMMER（2023年7月21日 - 22日、赤坂CHANCEシアター）
- 『雨。今、君は』前夜祭イベント（2024年1月10日、萬劇場）
- NatuRe 1stワンマンライブ「私たちが輝く魔法〜なちゅれるらるれ〜」（2025年4月5日、DESEO mini with VILLAGE VANGUARD） - アイドリング!!!楽曲カバーでのゲスト共演
- 舞台『今時な運命のシンデレラ』あの時の私達×後夜祭（2025年7月19日、赤坂チャンスシアター）

## 書籍
雑誌
- ピチレモン（2011年10月号 - 2014年4月号、学研パブリッシング） - 専属モデル